# Re-Prologue
『Re-Prologue』（リプロローグ）は音楽デュオclassの3枚目のスタジオ・アルバム。1994年4月25日発売。

## 収録曲
1. プロローグ
作詞・作曲：class 編曲：class,岩戸崇
2. 八月のSt.Valentine
作詞：松本一起 作曲：佐藤健 編曲：有賀啓雄
3. 微笑みを閉じないで
作詞：松本一起 作曲：佐藤健 編曲：十川知司
4. 遠い夏
作詞：横山武 作曲：class 編曲：有賀啓雄
3rdシングルのカップリング。
5. Holiday
作詞・作曲：class 編曲：class,十川知司
3rdシングル。
6. Rouge…
作詞：池永康記 作曲：class 編曲：有賀啓雄
7. サヨナラがにじむ街
作詞：class 作曲：大内義昭 編曲：十川知司
8. KISSをしよう
作詞：池永康記 作曲：佐藤健 編曲：太田美智彦
9. おやすみ
作詞・作曲：class 編曲：class,土師一雄